# Sommer in Lesmona (Fernsehfilm)
Sommer in Lesmona ist ein vom Westdeutschen Rundfunk produziertes, sechsteiliges Fernsehspiel. Die jeweils einstündigen Folgen liefen ab 1987 in den Regionalprogrammen der ARD.  

## Inhalt
Erzählt wird die Geschichte der 18-jährigen Marga Lürmann. Sie wird von ihren Eltern im Sommer des Jahres 1893 nach Lesmona auf das Landgut ihres Onkels, Senator Herbert Lürmann, geschickt. Dort lernt sie den jungen Engländer Percy Roesner, einen entfernten Cousin, kennen. Beide verlieben sich ineinander und verbringen die gemeinsame Zeit miteinander. Als Percy von Onkel Herbert aufgefordert wird, nach England zurückzukehren, bittet ihr Cousin sie, fünf Jahre auf seine Rückkehr zu warten, da er in der Zwischenzeit genügend Vermögen für eine gemeinsame Zukunft angespart haben werde. Doch Marga heiratet entgegen ihren Gefühlen den Kunsthistoriker Retberg und entspricht so den Erwartungen ihrer Eltern.

## Sonstiges
Das Fernsehspiel basiert auf den Briefen der Magdalene Pauli, die sie zwischen 1893 und 1896 an ihre Cousine Bertha Elking schrieb. Unter dem Pseudonym Marga Berck erschien der Briefwechsel 1951 erstmals in Form eines Briefromans.
Für Hauptdarstellerin Katja Riemann war es die erste große Fernsehrolle, für Peter Beauvais dagegen die letzte Regiearbeit. Er starb im Dezember 1986 und konnte die Ausstrahlung nicht mehr miterleben. 
Die Dreharbeiten fanden in Bremen und Umgebung statt, ferner in Italien und England. Für die Produktion gab es zwei Drehbücher, eines für die Serie und ein weiteres für ein abendfüllendes Fernsehspiel. Im Anschluss an eine Serienszene wurde eine weitere, zum Teil veränderte Szene für die 90-minütige Fassung gedreht.
Für Sommer in Lesmona wurden 1988 Peter Beauvais (postum), Reinhard Baumgart, Katja Riemann und Herbert Grönemeyer mit dem Adolf-Grimme-Preis in Gold ausgezeichnet. Die Jury lobte dabei laut Fernsehlexikon „das atmosphärisch dichte, menschlich anrührende, psychologisch differenzierte Bild bremischen Bürgertums der Jahrhundertwende“.
In der Reihe „Große Geschichten“ hat die ARD Sommer in Lesmona mittlerweile als DVD herausgebracht. 